# آژانس اطلاعات و امنیت اسلوونی
آژانس اطلاعات و امنیت اسلونی (اختصاری SOVA) نهاد اطلاعاتی و امنیتی غیرنظامی است که پس از به رسمیت شناختن بین‌المللی دولت مستقل اسلوونی تأسیس شده‌است.

## فعالیت
فعالیت اصلی این آژانس محافظت از منافع ملی، امنیتی، سیاسی، و اقتصادی است که در کل وظیفه اصلی تأمین امنیت ملی است. رابطه سازمانی آژانس طوری طراحی شده‌است که در چهارچوب قانون و الزامات کاری موظف به تأمین اطلاعات سازمان‌های دولتی دیگر و همچنین نظارت بر کار آن‌ها که در برنامه امنیت ملی توسط مجمع ملی تنظیم شده، تصویب شده‌است.

## مکانیسم نظارتی بر آژانس
آژانس انجام کار خود را تحت نظارت قوه مقننه، قضایی و اجرایی از قدرت و همچنین از دارای مکانیسم کنترل اجتماعی و درونی، که باعث می‌شود آژانس مانند سرویس‌های امنیتی و اطلاعاتی مدرن عامل محافظت از دموکراسی باشد.

## اهمیت تأسیس آژانس
هدف از تأسیس و توسعه آژانس برای ایجاد یک سرویس مدرن و پویا است که در آن با جمع‌آوری و تحلیل اطلاعات بتواند نیازهای اطلاعاتی مورد نیاز را تهیه کند. SOVA (آژآنس اطلاعات و امنیت اسلونی) خواهان ترویج توسعه کارکنان متخصص، فرهنگ سازمانی درست، و استفاده مقرون به صرفه و منطقی از منابع است.